# Mistrzostwa Kanady w Skokach Narciarskich 2018
Mistrzostwa Kanady w Skokach Narciarskich 2018 – zawody o mistrzostwo Kanady w skokach narciarskich na igelicie rozegrane 20 października 2018 roku na skoczni normalnej w Calgary.
W kategorii mężczyzn tytuł mistrzowski wywalczył Mackenzie Boyd-Clowes. Na drugim stopniu podium znalazł się Matthew Soukup. Podium uzupełnił Nathaniel Mah. Do konkursu przystąpiło dwunastu zawodników.
W konkursie pań złotą medalistką została Natasha Bodnarchuk. Za nią na podium znalazły się Abigail Strate oraz Natalie Eilers. Sklasyfikowanych zostało pięć skoczkiń.
Wszyscy startujący reprezentowali jeden klub – Altius Nordic Ski Club.

## Wyniki

### Mężczyźni – 20 października 2018 – HS93
| Msc. | Zawodnik              | I seria | II seria | Punkty |
| ---- | --------------------- | ------- | -------- | ------ |
| 1.   | Mackenzie Boyd-Clowes | 107,0 m | 100,0 m  | 287,5  |
| 2.   | Matthew Soukup        | 99,0 m  | 96,0 m   | 261,0  |
| 3.   | Nathaniel Mah         | 98,5 m  | 88,0 m   | 243,5  |
| 4.   | Sam Bolton            | 99,0 m  | 86,0 m   | 231,5  |
| 5.   | Joshua Maurer         | 94,5 m  | 84,0 m   | 224,0  |
| 6.   | Stéphane Tremblay     | 90,5 m  | 84,5 m   | 217,0  |
| 7.   | Nigel Lauchlan        | 97,5 m  | 86,0 m   | 206,0  |
| 8.   | Max Stretch           | 81,0 m  | 77,0 m   | 177,0  |
| 9.   | Jonas Rolseth         | 80,5 m  | 77,0 m   | 171,5  |
| 10.  | Noah Rolseth          | 74,5 m  | 75,0 m   | 163,0  |
| 11.  | Sam Duncalf           | 62,0 m  | 63,0 m   | 95,5   |
| 12.  | Noah Rolseth          | 61,0 m  | 61,0 m   | 91,0   |

### Kobiety – 20 października 2018 – HS93
| Msc. | Zawodniczka        | I seria | II seria | Punkty |
| ---- | ------------------ | ------- | -------- | ------ |
| 1.   | Natasha Bodnarchuk | 85,5 m  | 97,0 m   | 227,5  |
| 2.   | Abigail Strate     | 85,5 m  | 96,0 m   | 226,0  |
| 3.   | Natalie Eilers     | 84,0 m  | 89,0 m   | 209,0  |
| 4.   | Nicole Maurer      | 77,5 m  | 80,0 m   | 177,0  |
| 5.   | Ale Loutitt        | 64,0 m  | 65,0 m   | 109,0  |